# Tasmanoonops trispinus
Tasmanoonops trispinus är en spindelart som beskrevs av Forster och Norman I. Platnick 1985. Tasmanoonops trispinus ingår i släktet Tasmanoonops och familjen Orsolobidae.
Artens utbredningsområde är Tasmanien. Inga underarter finns listade i Catalogue of Life.